# Aire d'attraction de Saint-Jean-Pied-de-Port
L'aire d'attraction de Saint-Jean-Pied-de-Port est un zonage d'étude défini par l'Insee pour caractériser l’influence de la commune de Saint-Jean-Pied-de-Port sur les communes environnantes. Publiée en octobre 2020, elle se substitue à l'aire urbaine de Saint-Jean-Pied-de-Port, qui comportait 6 communes dans le dernier zonage qui remontait à 2010.

## Définition
L'aire d'attraction d'une ville est composée d’un pôle, défini à partir de critères de population et d’emploi ainsi que d’une couronne constituée des communes dont au moins 15 % des actifs travaillent dans le pôle. Le pôle d’attraction constitue ainsi un point de convergence des déplacements domicile-travail,.

## Type et composition
L’aire d'attraction de Saint-Jean-Pied-de-Port est une aire intra-départementale qui comporte 22 communes dans les Pyrénées-Atlantiques.
Elle est catégorisée dans les aires de moins de 50 000 habitants, une catégorie qui regroupe 16,5 % de la population de Nouvelle-Aquitaine et 12,2 % au niveau national.

### Carte

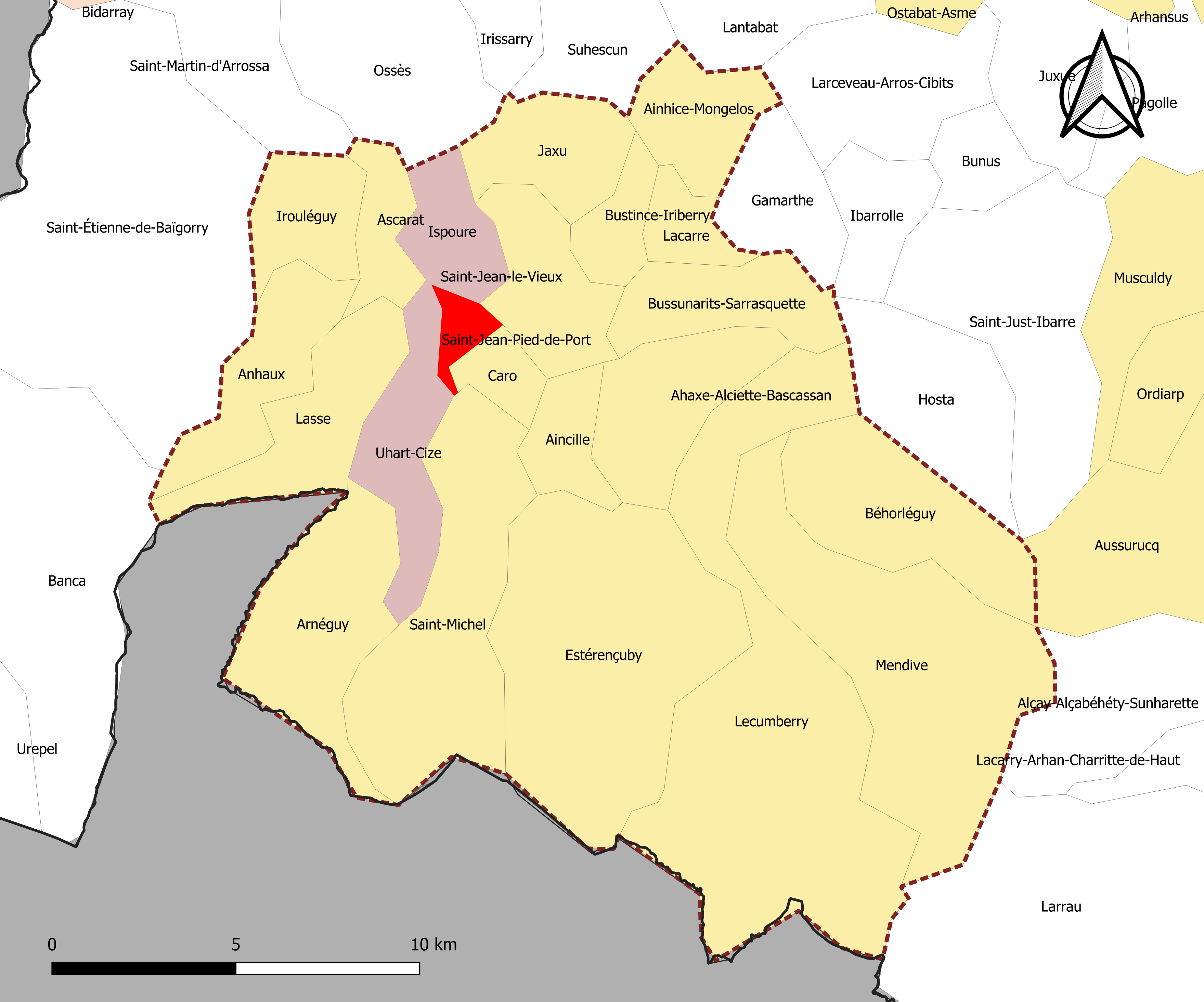
Carte de l'aire d'attraction de Saint-Jean-Pied-de-Port.
Commune-centre
Commune du pôle principal
Commune de la couronne

### Composition communale
| Nom                                      | Code Insee | Département          | Statut                    | Superficie (km2) | Population (dernière pop. légale) | Densité (hab./km2) | Modifier                                    |
| ---------------------------------------- | ---------- | -------------------- | ------------------------- | ---------------- | --------------------------------- | ------------------ | ------------------------------------------- |
| Saint-Jean-Pied-de-Port (commune-centre) | 64485      | Pyrénées-Atlantiques | commune-centre            | 2,73             | 1 487 (2022)                      | 545                | modifier les données · modifier les données |
| Ispoure                                  | 64275      | Pyrénées-Atlantiques | commune du pôle principal | 7,85             | 671 (2022)                        | 85                 | modifier les données · modifier les données |
| Uhart-Cize                               | 64538      | Pyrénées-Atlantiques | commune du pôle principal | 11,66            | 795 (2022)                        | 68                 | modifier les données · modifier les données |
| Ahaxe-Alciette-Bascassan                 | 64008      | Pyrénées-Atlantiques | commune de la couronne    | 14,64            | 262 (2022)                        | 18                 | modifier les données · modifier les données |
| Aincille                                 | 64011      | Pyrénées-Atlantiques | commune de la couronne    | 6,26             | 114 (2022)                        | 18                 | modifier les données · modifier les données |
| Ainhice-Mongelos                         | 64013      | Pyrénées-Atlantiques | commune de la couronne    | 10,30            | 167 (2022)                        | 16                 | modifier les données · modifier les données |
| Anhaux                                   | 64026      | Pyrénées-Atlantiques | commune de la couronne    | 12,33            | 383 (2022)                        | 31                 | modifier les données · modifier les données |
| Arnéguy                                  | 64047      | Pyrénées-Atlantiques | commune de la couronne    | 21,21            | 238 (2022)                        | 11                 | modifier les données · modifier les données |
| Ascarat                                  | 64066      | Pyrénées-Atlantiques | commune de la couronne    | 5,82             | 344 (2022)                        | 59                 | modifier les données · modifier les données |
| Béhorléguy                               | 64107      | Pyrénées-Atlantiques | commune de la couronne    | 20,58            | 69 (2022)                         | 3,4                | modifier les données · modifier les données |
| Bussunarits-Sarrasquette                 | 64154      | Pyrénées-Atlantiques | commune de la couronne    | 12,04            | 211 (2022)                        | 18                 | modifier les données · modifier les données |
| Bustince-Iriberry                        | 64155      | Pyrénées-Atlantiques | commune de la couronne    | 5,67             | 104 (2022)                        | 18                 | modifier les données · modifier les données |
| Caro                                     | 64166      | Pyrénées-Atlantiques | commune de la couronne    | 4,01             | 174 (2022)                        | 43                 | modifier les données · modifier les données |
| Estérençuby                              | 64218      | Pyrénées-Atlantiques | commune de la couronne    | 45,87            | 304 (2022)                        | 6,6                | modifier les données · modifier les données |
| Irouléguy                                | 64274      | Pyrénées-Atlantiques | commune de la couronne    | 9,38             | 366 (2022)                        | 39                 | modifier les données · modifier les données |
| Jaxu                                     | 64283      | Pyrénées-Atlantiques | commune de la couronne    | 10,65            | 210 (2022)                        | 20                 | modifier les données · modifier les données |
| Lacarre                                  | 64297      | Pyrénées-Atlantiques | commune de la couronne    | 4,40             | 175 (2022)                        | 40                 | modifier les données · modifier les données |
| Lasse                                    | 64322      | Pyrénées-Atlantiques | commune de la couronne    | 14,79            | 337 (2022)                        | 23                 | modifier les données · modifier les données |
| Lecumberry                               | 64327      | Pyrénées-Atlantiques | commune de la couronne    | 58,09            | 184 (2022)                        | 3,2                | modifier les données · modifier les données |
| Mendive                                  | 64379      | Pyrénées-Atlantiques | commune de la couronne    | 41,77            | 162 (2022)                        | 3,9                | modifier les données · modifier les données |
| Saint-Jean-le-Vieux                      | 64484      | Pyrénées-Atlantiques | commune de la couronne    | 11,64            | 878 (2022)                        | 75                 | modifier les données · modifier les données |
| Saint-Michel                             | 64492      | Pyrénées-Atlantiques | commune de la couronne    | 30,30            | 288 (2022)                        | 9,5                | modifier les données · modifier les données |